# Урысай
Урысай (каз. Ұрысай, до 2010 г. — Правда) — село в Чингирлауском районе Западно-Казахстанской области Казахстана. Входит в состав Кызылкульского сельского округа.

## Население
В 1999 году население села составляло 452 человека (228 мужчин и 224 женщины). По данным переписи 2009 года, в селе проживало 314 человек (169 мужчин и 145 женщин).